# Gåstjärnen (Arvidsjaurs socken, Lappland, 726571-165098)
Gåstjärnen är en sjö i Arvidsjaurs kommun i Lappland och ingår i Skellefteälvens huvudavrinningsområde. Sjöns area är 0,028 kvadratkilometer och den är belägen 490,9 meter över havet.